# 隋末唐初の群雄の一覧

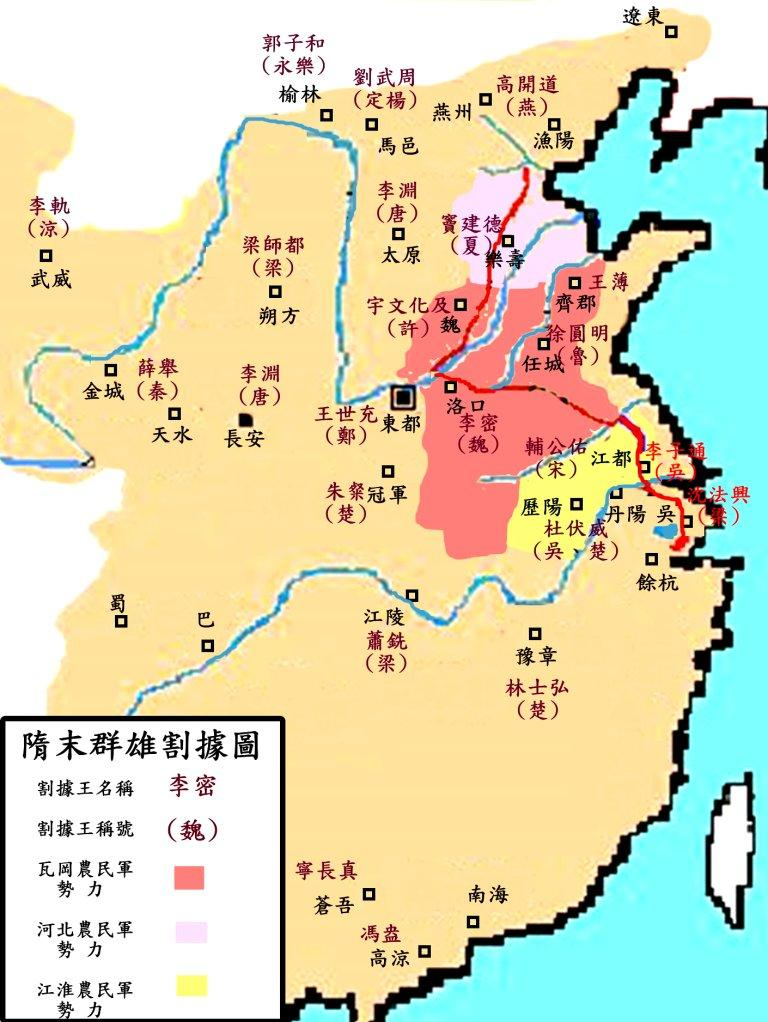
隋末の群雄割拠図

隋末唐初の群雄の一覧（ずいまつとうしょのぐんゆうのいちらん）は、中国の隋末唐初に割拠した勢力を一覧にしたものである。

## 一覧
- 李淵（唐）
- 李密（魏）
- 竇建徳（夏）
- 劉黒闥（漢東）
- 王世充（鄭）
- 蕭銑（梁）
- 宇文化及（許）
- 薛挙 - 薛仁杲（西秦）
- 劉武周（定楊）
- 李軌（涼）
- 朱粲（楚）
- 林士弘（楚）
- 李子通（呉）
- 沈法興（梁）
- 杜伏威（呉）
- 輔公祏（中国語版）（宋）
- 梁師都（梁）
- 郭子和（永楽）
- 徐円朗（魯）
- 高開道（燕）
- 高曇晟（大乗）
- 苑君璋
- 羅芸
- 丘和
- 馮盎
- 翟譲
- 王須抜（中国語版）
- 魏刀児
- 甄翟児（中国語版）
- 元宝蔵
- 向海明
- 劉迦論
- 曹武徹
- 操師乞
- 高士達
- 劉季真
- 王薄
- 盧明月
- 田留安
- 左才相
- 徐師順
- 張青特
- 孟海公
- 周文挙
- 孫華
- 茘非世雄
- 殷恭邃
- 苗海潮
- 梅知巌
- 楊士林
- 周法明
- 冉安昌
- 楊世略
- 鄧文進
- 高法澄
- 洗宝徹
- 甯長真
- 韓進洛
- 劉元進
- 管崇
- 呉海流
- 彭孝才
- 梁慧尚
- 呂明星
- 張金称
- 格謙
- 孫宣雅
- 張大彪
- 宋世謨
- 鄭文雅
- 林宝護
- 楊仲緒
- 張起緒
- 魏騏驎
- 翟松柏
- 趙万海
- 杜揚州
- 張子路
- 李通徳
- 房憲伯